# Luis Alfonso Escobar
Luis Alfonso Escobar Jaramillo (Francisco Pizarro, 24 de noviembre de 1969) es un economista y político colombiano, que se desempeña actualmente como Gobernador del Departamento de Nariño.

## Biografía
Nació en el municipio de Francisco Pizarro, en la costa pacífica de Colombia, más específicamente en el corregimiento de San Pedro del Vino, en noviembre de 1969. Creció en Tumaco y estudió Economía en la Universidad del Valle, en Cali, de donde se graduó en 1994, y en 1997 completó su especialización en Gestión Ambiental de la Universidad Autónoma de Occidente. En 2002 concluyó su Doctorado en Economía Ambiental de la Universidad de Alcalá de Henares, España.
La mayor parte de su carrera la hizo en la academia, donde lideró decenas de investigaciones en materia ambiental. Fue profesor de la Universidad del Valle (1999-2016), de la Universidad ICESI y de la Universidad Autónoma de Occidente, así como invitado en las Universidades de Alcalá de Henares y de Cantabria. También ha ocupado puestos directivos en la Universidad del Valle, llegando a ser director de su sede en Palmira.
En el campo público trabajó como analista económico en la Corporación Autónoma Regional del Valle del Cauca (1993-1996) y en la Empresa de Energía del Pacífico (1996-1998). En 2012 fue nombrado Secretario de Planeación de Nariño por el Gobernador Raúl Delgado, ocupando el cargo durante toda su gestión hasta 2015, y durante seis meses bajo el Gobernador Camilo Romero Galeano en 2016. Ese año fue nombrado por el presidente Juan Manuel Santos como gerente del Fondo para el Desarrollo Todos Somos Pazcífico, programa que mediante fondos internacionales busca cerra las brechas sociales en la Región Pacífico.
En las elecciones legislativas de 2018 fue candidato al Senado de la República por el Partido Alianza Verde, pero perdió con 9.287 votos. En las elecciones regionales de 2023 se presentó como candidato a la Gobernación de Nariño por la coalición oficialista Pacto Histórico, resultando elegido con 357.845 votos, equivalentes al 51,67% del total. Fue apenas uno de los tres gobernadores elegidos por la coalición del Presidente Gustavo Petro.